# John H. McConnell
John Henderson McConnell, född 10 maj 1923, död 25 april 2008, var en amerikansk företagsledare som var grundare, styrelseordförande och VD för det multinationella verkstadsföretaget Worthington Industries. Han var också grundare och majoritetsägare av ishockeyorganisationen Columbus Blue Jackets i National Hockey League (NHL) samt en av finansiärerna till att fotbollsklubben Columbus Crew fick ansluta sig till Major League Soccer (MLS).
Innan studierna tjänstgjorde McConnell tre år på den amerikanska hangarfartyget USS Saratoga under andra världskriget. Efter det avlade han en kandidatexamen i företagsekonomi vid Michigan State University.
Den 25 april 2008 avled McConnell, året innan hade han drabbats av cancer.
Han var far till John P. McConnell.